# Louis Barbat
Ne doit pas être confondu avec Luis Barbat.
Pour les articles homonymes, voir Barbat.
Louis Barbat, né le 3 juillet 1795 à Châlons-sur-Marne où il est mort le 5 novembre 1870 , est un imprimeur-lithographe.

## Biographie
Louis Barbat était un négociant en passementerie, reprenant ainsi le commerce familial, puis membre du cadastre, il fut aussi membre de la Société d'agriculture, commerce, sciences et arts du département de la Marne et de la Société des antiquaires de France (Paris). 
Il s'installa comme imprimeur-lithographe en 1833 au quai des Arts de Châlons, qui porte aujourd'hui son nom. Breveté imprimeur en 1833, il multiplia les recherches pour obtenir des impressions en couleurs, souvent rehaussées de décors or ou argent. Il fit profiter de ses travaux pionniers la fabrication d'étiquettes pour les vins de Champagne, dont il devint l'un des principaux imprimeurs. Il les appliqua aussi à la réalisation d'ouvrages religieux exceptionnels : les Évangiles de dimanches et fêtes (1844), dont chaque double page offre un riche encadrement en couleurs différent, et le Livre  d'heures suivant le rythme romain (1862), enrichi d'enluminures de style médiéval. Son imprimerie fut reprise par son fils Pierre Michel Barbat après sa mort. Il avait été élève de Charles-Nicolas Varin.
Il avait suivi comme volontaire les armées françaises lors de la campagne de France en 1814, sur laquelle il fournit de nombreux renseignements dans son Histoire de Châlons. L’amour du pays natal le porte toutefois à dénigrer ses voisins les Rémois, ce qu’il n’eût pas fait après la reddition de Châlons à cinq uhlans prussiens, fin août 1870. M. Barbat, témoin du fait, a dû regretter l’injuste attaque par lui portée comme historien en 1856. 
Il tenait une imprimerie quai des Arts, aujourd'hui quai Barbat, qui fut reprise par son fils. 
Il obtient en 1864 le titre de chevalier de la Légion d'honneur,.

## Publications
- Histoire de la ville de Châlons-sur-Marne et de ses monuments depuis son origine jusqu'à l'époque actuelle (1854) en deux volumes dont 1 de planches, Châlons-sur-Marne : T. Martin , 1855-1860.
- Evangiles des dimanches et des fêtes, illustrés par Barbat père et fils, Barbat, Louis et Pierre-Michel, Châlons : Barbat , 1844.
- Livre d'heures suivant le rit romain, approuvé par Mgr l'évêque de Châlons, Marne, par Barbat père et fils (Les prières et les offices... ont été choisis et mis en ordre par les soins obligeants de M. l'abbé Musart, doyen du chapitre de la cathédrale de Châlons...), Nicolas Musart, Paris : Morizot , [ca 1862].